# لغة الرايخ الثالث: مفكرة لعلماء اللغة

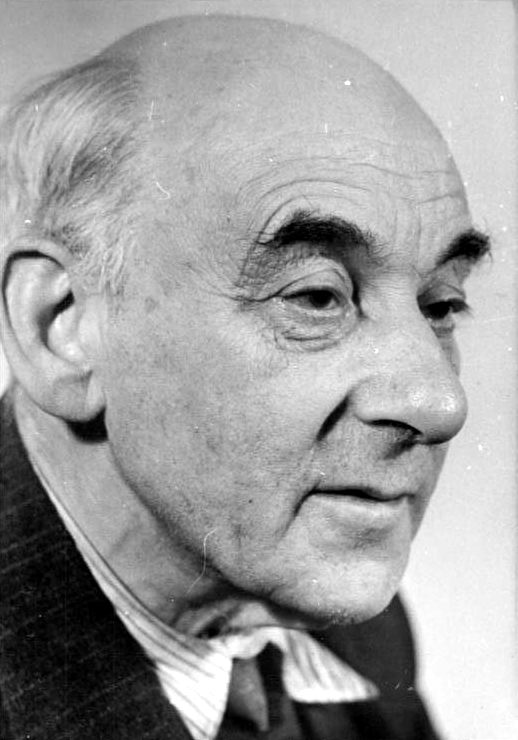
فيكتور كليمبرر

LTI - Lingua Tertii Imperii: Notizbuch eines Philologen (1947) هو كتاب بقلم فيكتور كليمبرر، أستاذ الأدب في جامعة دريسدن للتكنولوجيا. العنوان، نصفه باللاتينية ونصف بالألمانية، يُترجم إلى " لغة الرايخ الثالث: مفكرة لعلماء اللغة "؛ نُشر الكتاب بالترجمة الإنجليزية كلغة للرايخ الثالث.

## المحتوى
تدرس Lingua Tertii Imperii الطريقة التي غيرت بها الدعاية النازية اللغة الألمانية لغرس الناس بالأفكار الاشتراكية الوطنية. تمت كتابة الكتاب في شكل ملاحظات شخصية كتبها كليمبرر في مذكراته، خاصة من صعود النظام النازي في عام 1933، وحتى أكثر من عام 1935، عندما جرد كليمبرر من لقبه الأكاديمي لأنه كان من أصل يهودي، للعمل في مصنع. أصبحت مذكراته مفكرة لاحظ فيها وعلق على النسبية اللغوية للألمانية التي يستخدمها المسؤولون النازيون والمواطنون العاديون وحتى إخوانهم اليهود. كتب Klemperer الكتاب، بناء على ملاحظاته، في 1945-1946. 

## أمثلة
يلاحظ كليمبرر أن معظم اللغة النازية تضمنت الاستيلاء على الكلمات القديمة وتعديل معانيها، بدلاً من صنع كلمات جديدة.  من بين الأمثلة التي سجلها لاستخدام اللغة الدعائية ما يلي.

### الكلمات المكررة
- Artfremd ("الغريبة على الأنواع")
- Ewig ("الأبدية") E.gr .: der ewige Jude ( اليهودي الأبدي )؛ داس إيويج دويتشلاند (ألمانيا الخالدة)
- fanatisch، Fanatismus ( متعصب / التعصب، وتستخدم في بخاصة جورج أورويل الطريقة: بقوة connotated إيجابيا بالنسبة للجانب "جيدة"، وبقوة سلبا connotated عن الجانب "السيئ")
- Instinkt ( غريزة )
- SPONTAN ( عفوية )

## في فيلم
- اللغة لا تكذب [3] ( La langue ne ment pas )، فيلم وثائقي لعام 2003 يستند إلى كتاب كليمبرر، من إخراج ستان نيومان